# Пермская улица (Пермь)
Пе́рмская у́лица (до 13 января 2012 года — улица Кирова) расположена в центральной исторической части города Перми, между Екатерининской улицей и улицей Ленина. Берёт своё начало в микрорайоне «Разгуляй», и, пролегая через весь центр города, упирается в улицу Хохрякова. Расположена вдоль реки Камы.

## История
Пермская улица — одна из наиболее старых улиц Перми. В XVIII веке продолжалась до Оханской улицы (ныне улица газеты «Звезда»). В 1825 году была продлена до Дальней улицы (ныне улица Хохрякова). Улица активно застраивалась в XIX веке, поэтому здесь до сих пор много малоэтажных зданий дореволюционной постройки. Как правило, это деревянные или каменные строения с небольшими двориками.
В 1934 году Пермская улица, как и большинство старых улиц Перми, была переименована с целью пропаганды коммунистической идеологии. Ей было присвоено имя советского партийного и государственного деятеля С.М. Кирова. В начале 2012 года улице возвращено историческое название.
В 2011 году участок от улицы Газеты «Звезда» до Комсомольского проспекта стал пешеходным.

## Здания и сооружения
В начале улицы находилась шоколадная фабрика А. Ф. Ежова. Отец основателя фабрики, Фёдор Ежов, был крепостным заводчика Абамелек-Лазарева, получившим вольную за хорошую работу. Потом он остался работать на заводе в качестве мастера. Из его пяти сыновей и трёх дочерей наиболее способным оказался сын Алексей. Он работал сначала мальчиком на побегушках, затем приказчиком, дегустатором на винном заводе, счетоводом. В 1895 году он открыл булочную, а в 1910 году преобразовал её в шоколадную фабрику, назвав своим именем.
В Разгуляе рядом с Пермской находится небольшая и неблагоустроенная улица Суксунская, на которой сохраняется несколько деревянных домов.
На углу Пермской улицы и улицы Максима Горького были расположены дома Групильон. До 1900 года дома принадлежали пермскому полицмейстеру, П. М. Групильону, затем — его жене. Теперь из них сохранился только один (Дом Групильон). Это памятник эпохи классицизма с типичным для того времени архитектурным декором. Дом простой, одноэтажный, с фасадом в три окна. Здание уходит вглубь двора, украшения — минимальные. В наши дни в нём располагался банк, ныне здесь находится стоматологическая клиника. Архитектор — И. И. Свиязев. 
Дом Колпакова-Аксёнова находился по адресу Пермская улица, 60 (ныне Сибирская улица, 10). Здесь находилась первая фабрика фарфора и фаянса в городе, работавшая с 1850 года. Столовая и чайная посуда сбывалась в Сибири и других провинциях Российской империи. Первым хозяином фабрики был Колпаков. Купец Аксёнов приобрёл это хозяйство в 1880 году. Затем здесь же были и магазины, в том числе магазин швейной компании «Зингер». В 1907 году там разместился банк внешней торговли.
На углу Пермской улицы и Комсомольского проспекта находится единственный в своём роде «теремок Токаревой», образец русского деревянного зодчества, оформленный богатой резьбой.
Здание вечерней школы № 7 построено в стиле кирпичной готики. В 1904—1913 годах здесь жили известные живописцы, авторы вывесок и иконостасов Н. Борисов и А. Расин.
На углу улицы Куйбышева и Пермской улицы находится здание пивного ресторана «Нева», построенное в стиле модерн (бывший ресторан купца М. А. Деньшина). Сейчас оно достроено, обновлено, отреставрировано, в нем расположены магазин, пивной ресторан «Нева», клуб «Рай».
В последние годы на улице активно возводятся новые строения, которые меняют облик исторической части города.

## Появление пешеходного участка
В 2011 году был разработан проект по созданию пешеходной зоны на участке от улицы Газеты «Звезда» до Комсомольского проспекта. В ходе реконструкции пешеходной части было проведено замощение тротуарной плиткой входных зон с Комсомольского проспекта и улицы Газеты «Звезда», установлены новые энергосберегающие светильники, стилизованные «под старину», скамейки, конструкции вертикального озеленения. Также был смонтирован фонтан со светодинамической подсветкой, обустроены детская игровая площадка и другие объекты для отдыха пермяков и гостей города, уложен натуральный газон на месте бывшей автостоянки. Открытие первой в Перми пешеходной улицы состоялось 1 июня 2011 года.

## Возвращение исторического названия
В 2011 году митрополит Пермский и Соликамский Мефодий и общественная организация «Новый город» выступили с инициативой о возвращении улице исторического названия. По результатам проведённого городской администрацией социологического опроса, большинство жителей улицы поддержали эту инициативу. 30 мая 2011 года Совет по топонимике при Главе администрации города Перми принял решение о возвращении улице исторического названия. Интересно, что к тому времени на территории Мотовилихинского района Перми существовала ещё одна Пермская улица, и это могло привести к путанице. Во избежание дублирования названий было принято решение сделать Пермскую улицу в Мотовилихинском районе продолжением соседней улицы братьев Вагановых. Постановление о возвращении Пермской улице исторического названия было подписано Главой администрации города Перми 30 декабря 2011 года и вступило в законную силу 13 января 2012 года, после официальной публикации.